# Humà d'Ust-Ixhim
L'humà d'Ust'-Ishim és el nom que es dona a un fòssil d'homo sapiens trobat el 2008 a prop d'Ust'-Ishim, a la província d'Omsk, Sibèria occidental. Datat de 45.000 anys, és un dels primers humans moderns coneguts a Sibèria. Aquest fòssil es distingeix per la preservació de l'ADN, cosa que va permetre la seqüenciació completa del seu genoma el 2014, i esdevingué així el genoma humà modern més antic seqüenciat fins ara.

## Descobriment
El fòssil fou descobert el 2008, sobreeixint d'una riba del riu Irtix. Consta d'un sol os, el fèmur esquerre d'un home homo sapiens. L'autor de la descoberta és Nikolai Peristov, un escultor rus especialitzat en la talla d'ivori de mamut. Peristov mostrà el fòssil a un investigador forense que va suggerir que podria ser humà. El fòssil va rebre el nom del districte d'Ust'-Ishim de Sibèria.

## Datació
La datació per carboni-14 ha calculat l'edat del fòssil en 45.000 anys, convertint-lo en el fòssil d'homo sapiens més antic conegut de Sibèria.

## Seqüenciació del genoma
El fòssil fou examinat per investigadors de l'Institut Max Planck d'Antropologia Evolutiva, de Leipzig, Alemanya. Hi descobriren ADN intacte i el 2014 van aconseguir seqüenciar-ne el genoma complet amb resultats d'alta qualitat. Tot i que ja s'han seqüenciat genomes neandertals més antics, aquest és el genoma humà modern més antic seqüenciat fins ara.

## Euroasiàtics
L'examen del genoma seqüenciat mostra que l'humà d'Ust'-Ishim està estretament relacionat amb el xiquet de Mal'ta, un xiquet de quatre anys que va viure fa 24.000 anys al llarg del riu Bolshaia Belaia, a prop d'Irkutsk, a la Sibèria central, com amb el caçador-recol·lector que va viure a La Braña, a l'actual estat espanyol, fa 8.000 anys. Aquesta relació d'igualtat mostra que l'humà d'Ust'-Ishim pertanyia a una població anterior a la separació entre els euroasiàtics occidentals (europoides) i els euroasiàtics orientals (mongoloides), o més probablement a una població col·lateral que s'havia separat del tronc comú abans d'aquesta separació i no havia deixat descendents actuals.

### Assentament asiàtic
Aparentment, l'humà d'Ust'-Ishim no pertany als dos principals fluxos de població d'Àsia: el primer al llarg de la costa sud, d'on s'haurien originat les poblacions onge de les illes Andaman, els melanesis i els autòctons d'Austràlia; i el segon cap al nord d'Àsia, que hauria originat els actuals pobles de l'Extrem Orient. L'humà d'Ust'-Ishim probablement representa una altra migració al continent asiàtic que no hauria produït pas descendents entre les poblacions humanes actuals.

### Assentament europeu
Els estudis genètics mostren que l'ascendència dels europeus consta principalment de 5 llinatges:
- els aurinyacians, que van arribar a l'Europa occidental fa uns 43.000 anys i es van retirar a la península Ibèrica durant l'Últim màxim glacial, fa uns 20.000 anys;
- els gravettians, que van arribar a l'Europa occidental fa uns 31.000 anys;
- una població no identificada de caçadors-recol·lectors vinguts d'Anatòlia fa uns 14.000 anys;
- agricultors d'Anatòlia, que es van expandir per Europa fa uns 8.500 anys, al llarg de la costa mediterrània i a través de la vall del Danubi;
- nòmades de les estepes del sud de Rússia, que van emigrar a Europa i a l'Àsia oriental i meridional fa uns 5.000 anys.[9]

## Hibridació amb neandertals
L'anàlisi del genoma humà modern en diferents poblacions actuals revela que l'homo sapiens que abandonà Àfrica es va hibridar amb els neandertals entre el 37000 i el 86000 abans de la nostra era. L'ADN dels humans moderns no africans conté entre 1,5% i 2,1% d'ADN d'origen neandertal, disseminat en petits fragments del genoma. L'ADN neandertal de l'humà d'Ust'-Ishim apareix en seqüències més llargues, cosa que indica que l'encreuament entre humans moderns i neandertals va ocórrer poc abans d'ell. El calibrat del rellotge genètic, després de la seqüenciació del genoma de l'humà d'Ust'-Ishim, va permetre calcular la data de l'encreuament entre les dues espècies entre 52000 i 58000 abans de la nostra era, cosa que correspon a l'edat de la darrera eixida d'Àfrica per part de l'homo sapiens, assumint que les eixides anteriors d'Àfrica per part de l'homo sapiens no van deixar pas descendents en la població humana actual.
No s'ha demostrat hibridació entre els denissovans i l'humà d'Ust'-Ishim, malgrat que es creu que els denissovans van viure al mateix temps a l'Àsia oriental.